# Christiansø Sogn
Christiansø Sogn er et sogn i Bornholms Provsti (Københavns Stift). Sognet er ikke omfattet af nogen kommune. Indtil Kommunalreformen i 1970 lå det i Sønder Herred (Bornholms Amt).
I Christiansø Sogn findes flg. autoriserede stednavne:
- Christiansø (areal)
- Ertholmene (areal, ejerlav)
- Frederiksø (areal)
- Græsholm (areal)
- Møllebakke (areal)
- Tat (areal)
- Vesterskær (areal)
- Østerskær (areal)